# Nichole Cordova
Nichole Marie Cordova född 17 augusti 1988 i Texas City, Texas är en amerikansk sångerska, skådespelare och dansös. Hon var en av medlemmarna i musikgruppen Girlicious som är bildad av Robin Antin. Gruppen splittrades i slutet av 2011. Robin Antin har även bildat musikgruppen Pussycat Dolls.

## Diskografi

### Med Girlicious
Album
- 2008 – Girlicious
- 2008 – Girlicious Deluxe
- 2010 – Rebuilt

Låtar med Girlicious (urval)
- 2008 – "Like Me"
- 2008 – "Liar Liar" (med Flo Rida)
- 2008 – "Still in Love" (med Sean Kingston)
- 2008 – "Stupid Shits"
- 2008 – "Baby Doll"
- 2008 – "My Boo"
- 2010 – "Maniac"

## Filmografi
- 2011 – Bleed Out
- 2016 – The Dark Hand